# Leon Janney
Leon Janney est un acteur américain né le 1er avril 1917 à Ogden, Utah (États-Unis), mort le 28 octobre 1980 à Guadalajara (Mexique).

## Filmographie
- 1927 : La Galante Méprise (Quality Street) de Sidney Franklin: Étudiant
- 1928 : Mon rabbin chez mon curé (Abie's Irish Rose) de Victor Fleming : Enfant
- 1928 : The Elephant's Elbows (court métrage) de Clyde Carruth
- 1928 : Le Vent (The Wind) de Victor Sjöström : le fils de Cora
- 1929 : Au-delà du devoir (The Leatherneck) de Howard Higgin : Altar Boy
- 1929 : Loin du ghetto (The Younger Generation) de Frank Capra : Enfant
- 1930 : Die Maske fällt de William Dieterle
- 1930 : Bear Shooters de Robert F. McGowan : Donald 'Spud'
- 1930 : Courage d'Archie Mayo : Bill Colbrook
- 1930 : Old English d'Alfred E. Green : John 'Jock' Larne
- 1930 : Au seuil de l'enfer (The Doorway to Hell) d'Archie Mayo : Jackie Lamarr
- 1931 : Father's Son : Bill Emory
- 1931 : Their Mad Moment : Narcio
- 1931 : Penrod and Sam : Penrod Schofield
- 1932 : Police Court : Junior Barry
- 1941 : Stolen Paradise : Robert Gordon
- 1950 : Tom Corbett Space Cadet (série TV) : Professeur Hinkel
- 1956 : The Edge of Night (série TV) : Clayton Pike / Eric Barrington
- 1959 : La Rafale de la dernière chance (en) (The Last Mile) d'Howard W. Koch : Callahan
- 1959 : The Philadelphia Story (TV) : Sidney Kidd
- 1964 : Another World (série TV) : James Matthews
- 1966 : Hawk, l'oiseau de nuit ("Hawk") (série TV) : Ed Gorton
- 1968 : Charly : Dr Richard Nemur